# Morotopithecus bishopi
Il morotopiteco (Morotopithecus bishopi) è un primate estinto, appartenente alla famiglia degli ominidi. Visse nel Miocene inferiore (20,6 milioni di anni fa) e i suoi resti fossili sono stati ritrovati in Uganda.

## Descrizione
Questo animale è noto per fossili piuttosto incompleti, che tuttavia richiamano quelli di animali più conosciuti quali Proconsul ed Ekembo. Dal raffronto con i resti di questi primati, sembra che Morotopithecus fosse una scimmia antropomorfa di dimensioni medie, forse grande quanto un bonobo. Morotopithecus mostra un interessante mix di caratteri: la forma del muso (con mascella ben separata dalla premascella), la dentatura di foggia primitiva e altre caratteristiche del cranio sono simili a quelle di altre scimmie antropomorfe arcaiche del Miocene inferiore, come i già citati Ekembo e Proconsul. Le ossa degli arti, le vertebre, le scapole e l'articolazione dell'anca, invece, sembrano più simili alle scimmie antropomorfe odierne, come lo scimpanzé e il gorilla. 

## Classificazione
Morotopithecus bishopi venne descritto per la prima volta nel 1997, sulla base di una mandibola proveniente dalla zona di Moroto in Uganda, precedentemente ascritta a Proconsul major. Oltre a questa mandibola sono stati ritrovati numerosi resti fossili appartenenti a varie zone dello scheletro.
La filogenesi di Morotopithecus non è chiara, poiché i fossili di questo primate sembrano essere in contraddizione con alcune teorie riguardanti la connessione tra i primati miocenici e gli ominidi attuali. Analisi filogenetiche parsimoniose indicano che Morotopithecus è più derivato di Proconsul, Afropithecus e Kenyapithecus, (Maclatchy, 2004) ma meno derivato di Oreopithecus, Sivapithecus e Dryopithecus. Sembra quindi che Morotopithecus sia il sister taxon delle grandi scimmie antropomorfe odierne, mentre i gibboni sembrerebbero essersi originati prima della comparsa di questo clade. Tuttavia, si ritiene che i gibboni siano apparsi circa 18 milioni di anni fa, mentre i fossili di Morotopithecus daterebbero a oltre 20 milioni di anni fa (Young e MacLatchy, 2004). Un confronto tra le caratteristiche dentarie di Afropithecus e Morotopithecus ha indicato che vi sono poche differenze tra i due generi, e vi sarebbero numerose somiglianze anche a livello della morfologia cranica; secondo alcuni studi, i due generi potrebbero essere sinonimi, ma a causa della scarsa conoscenza dello scheletro postcranico non vi sarebbe questa certezza (Patel e Grossman 2006).

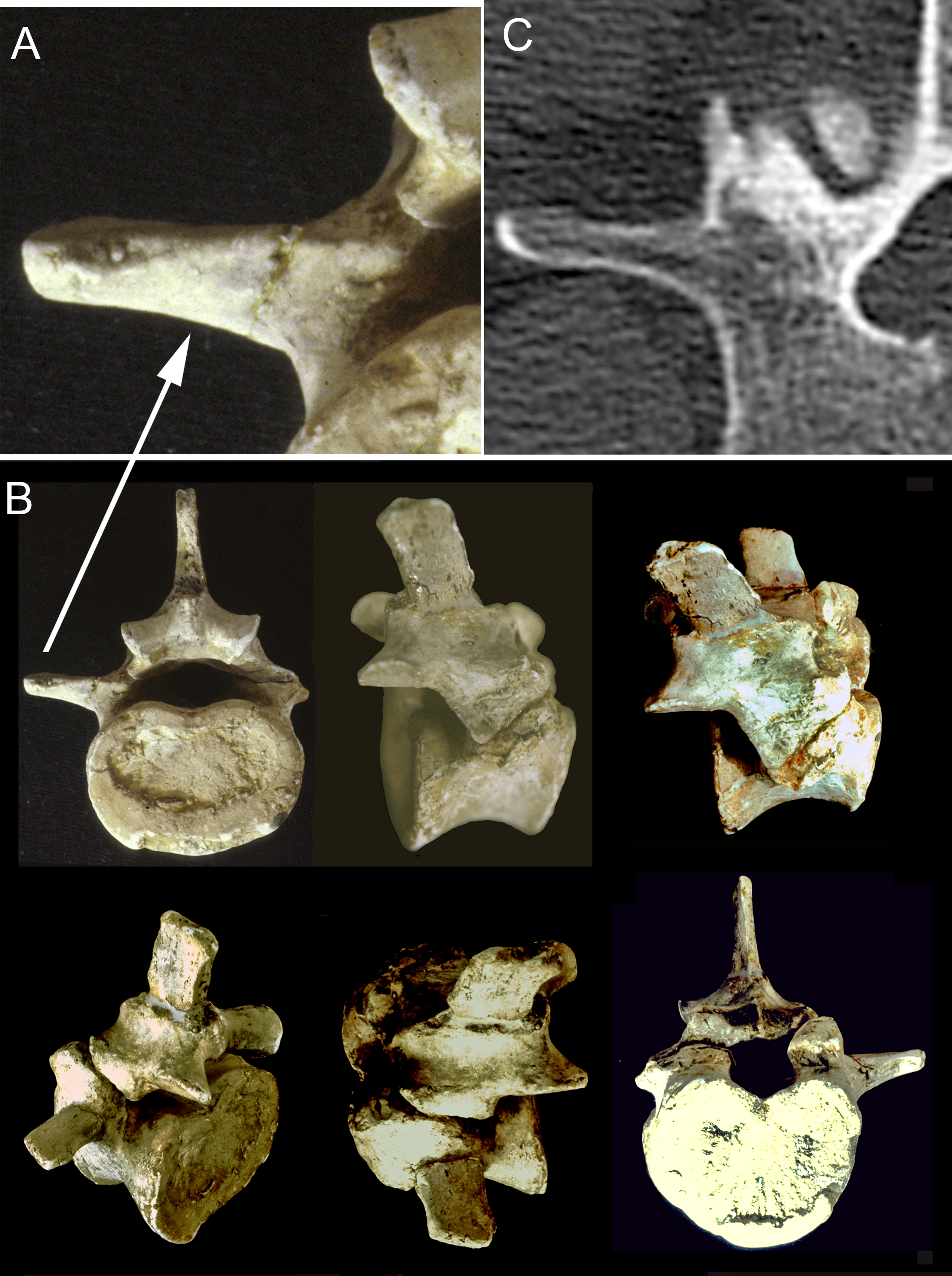
Vertebra lombare di Morotopithecus bishopi (A, B) a confronto con quella di un uomo (C)

## Paleoecologia
Dalle caratteristiche delle vertebre, delle scapole e dell'anca, sembra che Morotopithecus praticasse un tipo di locomozione molto simile a quella degli attuali scimpanzé e gorilla, ben diversa da quella di altre scimmie mioceniche africane. È possibile che un tipo di postura eretta simile a quella degli scimpanzé (che hanno più o meno la stessa dimensione dei Morotopithecus) sia stata più utile per muoversi nelle foreste tra gli alberi.